# جو آن برنتيس
جو آن برنتيس (بالإنجليزية: Jo Ann Prentice)‏ هي لاعبة غولف أمريكية، ولدت في 9 فبراير 1933 في برمنغهام في الولايات المتحدة.

## وصلات خارجية
- جو آن برنتيس على موقع رابطة لاعبات الغولف المحترفات (الإنجليزية)
- جو آن برنتيس على موقع قاعة ألاباما للمشاهير الرياضية (مؤرشف) (الإنجليزية)